# واکنش ایوانف
واکنش ایوانف(به انگلیسی: Ivanov reaction) یک واکنش شیمیایی آلی است که طی آن دی‌آنیون (ان‌دی‌اولات‌ها) یک آریل استیک اسید (واکنشگر ایوانف) با یک هسته دوست مانند ترکیبات کربونیل یا ایزوسیانات‌ها واکنش می‌دهد. این واکنش به نام مکتشف بلغاری آن یعنی دیمیتار ایوانف پوپوف، نامگذاری شذه است.